# Royal Philharmonic Orchestra
La Royal Philharmonic Orchestra è un'orchestra sinfonica britannica con sede a Londra. Essa tiene regolarmente concerti in tutto il mondo ed è considerata l'orchestra nazionale britannica.

## Storia
L'orchestra venne fondata nel 1946 da Sir Thomas Beecham e tenne il suo primo concerto a Croydon, un sobborgo di Londra, il 15 settembre 1946. Beecham fu il suo direttore principale fino alla sua morte nel 1961. Lo sostituì il suo assistente Rudolf Kempe, il quale venne nominato direttore a vita nel 1970. Dopo di lui si sono succeduti alla sua guida Antal Doráti, Walter Weller, André Previn, Vladimir Ashkenazy e Yuri Temirkanov. Daniele Gatti ne divenne direttore nel 1996. Nell'aprile 2007, Charles Dutoit venne nominato direttore principale della Royal Philharmonic Orchestra a far data dal 2009.
L'orchestra fece la sua prima tournée negli Stati Uniti nel 1950, divenendo la prima orchestra britannica a visitare gli Stati Uniti dopo la London Symphony Orchestra, che vi era stata nel 1912.
Successivamente l'orchestra iniziò a sviluppare la sua caratteristica che fu quella di un eccellente gruppo di fiati, composto da Jack Brymer (clarinetto), Gwydion Brooke (fagotto), Terence McDonagh (oboe) e Gerald Jackson (flauto), soprannominato The Royal Family (La famiglia reale).
Dopo la morte di Beecham, l'orchestra si è data una struttura propria divenendo una società per azioni che cominciò ad avere dei problemi economici. La Royal Philharmonic Society decise di interrompere il contratto, che la legava all'orchestra sin dalla sua nascita, a partire dal 1963 e Glyndebourne fece un contratto con la London Philharmonic Orchestra dal 1964. Le venne allora in aiuto il direttore Sir Malcolm Sargent che organizzò una stagione di concerti in un cinema nel sobborgo periferico di Swiss Cottage.
Un'ulteriore minaccia all'esistenza dell'orchestra arrivò nel 1984, quando il giornalista William Rees-Mogg opinò che la Gran Bretagna non aveva una grande orchestra sinfonica nelle regioni dell'est del paese e che la Royal potesse trasferirsi a Nottingham. Un'altra voce disse che la Royal Philharmonic dovesse alternarsi con la London Symphony Orchestra come orchestra residente al Barbican Centre, ma la cosa non ebbe poi seguito.
Nel 1992 l'orchestra nominò Peter Maxwell Davies come direttore associato e compositore dell'orchestra.
Il 7 aprile 1994, la Royal Philharmonic, sotto la direzione di Gilbert Levine, teneva un concerto in Vaticano nel "Concerto papale in commemorazione dell'olocausto", con il violoncellista Lynn Harrell e con l'attore Richard Dreyfuss come narratore.

## Discografia
Il brano Hooked On Classics dall'omonimo album raggiunse la seconda posizione nella Official Singles Chart, la quarta in Svezia, la sesta in Austria e Nuova Zelanda e la decima nella Billboard Hot 100.
Dalla sua fondazione fino alla morte di Thomas Beecham, l'orchestra ha eseguito moltissime registrazioni per le etichette Columbia Records, RCA Victor e EMI. Fra le più importanti si ricordano:
- Beethoven, Ruins of Athens, Sinfonia No 2, Sinfonia No 3, Sinfonia No 6, Sinfonia No 7, Sinfonia No 8
- Beethoven, Piano Concertos Nos. 4 & 5 - Emanuel Ax/André Previn/Royal Philharmonic Orchestra, 2003 RCA/BMG
- Berlioz, Harold in Italy, King Lear Overture, Le Corsaire Overture, Les Francs-Juges Overture, Les Troyens Overture, Roman Carnival Overture, Symphonie Fantastique, Trojan March, Waverley Overture
- Bizet, Carnaval à Rome, La Jolie Fille de Perth suite, L'Arlésienne Suites 1 & 2, Patrie Overture,
- Luigi Boccherini, Overture in D,
- Alezander Borodin, Polovtsian Dances
- Borodin: Sinfonie Nos. 1 & 2 - Royal Philharmonic Orchestra, 1994 Decca
- Bruch, Conc. vl. n. 1/Fant. scozzese - Chung/Kempe/RPO, 1972 Decca
- Chabrier, España, Joyeuse Marche
- Fryderyk Chopin: Piano Concerto No. 2 & 24 Preludes - André Previn/Maria João Pires/Royal Philharmonic Orchestra, 1994 Deutsche Grammophon
- Pëtr Il'ič Čajkovskij, Ouv. 1812/Capriccio/Romeo e Giulietta/Francesca da Rimini - Ashkenazy/RPO, 1987 Decca
- Debussy, Cortège & Air de danse, Prélude à l'après midi
- Delibes, Le Roi s'amuse
- Delius Brigg Fair, Dance Rhapsody No 2, Fennimore & Gerda Intermezzo, Florida Suite Daybreak & Dance, Irmelin Prelude, On Hearing the First Cuckoo in Spring, Sleighride, Song Before Sunrise, Summer Evening, Summer Night on the River
- Dvořák, Legend in G minor, Sinfonia No 8
- Elgar, Enigma/Pomp and circumstance - Del Mar/RPO, Deutsche Grammophon
- Elgar, Enigma Variations op. 36 / Pomp and Circumstance - Leonard Bernstein, Deutsche Grammophon
- Goldmark, Rustic Wedding Sinfonia
- Gounod, Faust ballet music, Le sommeil de Juliette
- Grétry, Zémire et Azore ballet music
- Grieg, Danza sinfonica in A
- Handel, Amaryllis, Love in Bath, Messiah, Solomon, The Faithful Shepherd, The Gods Go A'Begging
- Handel, Messiah - Thomas Kinkade/London Philharmonic/Royal Philharmonic Orchestra, 2007 Madacy Special Mkts - ottava posizione nella Classical Albums
- Sir Thomas Beecham Dirige il Messia di Handel - 1959 Rca Victor Gold Seal - Grammy Award for Best Choral Performance 1961
- Haydn, Sinfonie 93–104, The Seasons
- Haydn: Salve Regina, Die Schöpfung - Antal Doráti/Brighton Festival Chorus/Royal Philharmonic Orchestra, 1994 Decca
- Gustav Holst, The Planets Suite + St. Paul's Suite
- Lalo, Sinfonia
- Massenet, Last sleep of the Virgin, Waltz from Cendrillon
- Mendelssohn, Fair Melusine Overture, Sinfonia No 4, Italiana
- Wolfgang Amadeus Mozart, Clarinet Concerto,  Die Zauberflöte Overture, Flute & Harp Concerto, German Dance K605, Haffner March K249, Minuet from Divertimento in D K131, Sinfonia No 41, Thamos Entr'acte, The Serraglio.
- Mussorgsky, Khovantschina, Danza di schiave persiane
- Offenbach, Il Conte di Hoffman, suite
- Rachmaninoff, Rapsodia su un tema di Paganini Op. 43, con Yuri Temirkanov Direttore.
- Rimsky Korsakov, Scheherazade
- Rossini, La Gazza Ladra Overture, La Cambiale di Matrimonio Overture, Semiramide Overture
- Saint Saens, Rouet d'Omphale, Samson & Dalila: Dance of the Priestesses/ Bacchanale
- Schubert, Sinfonia No 1, Sinfonia No 2, Sinfonia No 3, Sinfonia No 5, Sinfonia No 6, Sinfonia No 8
- Shostakovich, Sinf. n. 5/Sinf. da camera - Ashkenazy/RPO, 1987/1989 Decca
- Sibelius, Valse Triste, Sinfonie n.o 6 e 7
- Smetana, Bartered Bride Overture & Polka
- Strauss Ein Heldenleben
- Suppé, Morning Noon & Night in Vienna, Poet & Peasant Overture
- Čajkovskij, Eugene Onegin - valzer, Sinfonia No 4
- Vidal, Zino-Zina Gavotta
- Giuseppe Verdi: Un Giorno Di Regno - Fiorenza Cossotto/Ingvar Wixell/Jessye Norman/José Carreras/Lamberto Gardelli/Royal Philharmonic Orchestra, 1974 Philips
- Giuseppe Verdi: Attila - Carlo Bergonzi/Cristina Deutekom/Royal Philharmonic Orchestra/Ruggero Raimondi/Sherrill Milnes, 1973 Philips
- Wagner, Die Meistersinger Suite, Flying Dutchman Overture, Götterdämmerung Funeral March and Rhine Journey, Lohengrin Prelude, Parsifal Karfreitagszauber, I Maestri cantori, Preludio
- I racconti di Hoffmann (film), 1951
- Gilbert & Sullivan: The Yeomen of the Guard & Trial By Jury - Coro della Royal Opera House, Covent Garden/Isidore Godfrey/Royal Philharmonic Orchestra/Sir Malcolm Sargent/The D'Oyly Carte Opera Company, 1964 Decca
- Gilbert & Sullivan: The Pirates of Penzance - Isidore Godfrey/Royal Philharmonic Orchestra/The D'Oyly Carte Opera Company, 1968 Decca
- Jon Lord, Concerto for Group and Orchestra, con i Deep Purple - 1969 Harvest Records/EMI
- Ekseption 00.04 - 1971 Philips - prima posizione in Olanda per 2 settimane e decima in Norvegia
- Frank Zappa, 200 Motels - 1971 United Artists
- Paganini/Sarasate - Violin Works - Itzhak Perlman/Lawrence Foster/Royal Philharmonic Orchestra, 1972 EMI
- Gilbert & Sullivan: The Mikado - Royal Philharmonic Orchestra/Royston Nash/The D'Oyly Carte Opera Company, 1973 Decca
- Mike Oldfield, The Orchestral Tubular Bells - 1975 Virgin
- Jessye Norman: Sacred Songs - Alexander Gibson/Jessye Norman/Royal Philharmonic Orchestra/The Ambrosian Singers, 1981 Philips
- Classic Disco - 1981 K-Tel/RCA - prima posizione in classifica in Austria per 2 settimane ed in Germania Ovest
- Hooked On Classics - 1981 K-Tel/RCA - prima posizione in Nuova Zelanda, quarta nella Billboard 200 (Disco di platino) e nona in Svezia
- Hooked On Classics 2: Can't Stop the Classics - Louis Clark/Royal Philharmonic Orchestra, 1982 K-tel
- Hooked On Classics III - Journey Through The Classics, Louis Clark Conducting Royal Philharmonic Orchestra – 1983 K-Tel/RCA - settima posizione in Nuova Zelanda
- Kathleen Battle Sings Mozart - André Previn, Kathleen Battle & Royal Philharmonic Orchestra, 1986 EMI Records - Grammy Award for Best Classical Vocal Solo 1987
- Holst: The Planets - André Previn/Brighton Festival Chorus/Royal Philharmonic Orchestra, 1986 Telarc
- Carousel - Barbara Cook/Paul Gemignani/Royal Philharmonic Orchestra/Samuel Ramey, 1987 Geffen
- David Palmer (Dee Palmer) E la Royal Philharmonic Orchestra, musica dei Pink Floyd - Orchestral Maneuvers - 1989 RCA Victor
- Vaughan Williams: Sinfonia No. 5 in Si maggiore - Fantasia su un tema di Thomas Tallis - André Previn/Royal Philharmonic Orchestra, 1989 Telarc
- The Nutcracker - Royal Philharmonic Orchestra/David Maninov, 1995 RPO
- Mike Batt & Royal Philharmonic Orchestra, Philharmania - Vol. 1 - 1998 Stella Music GmbH
- Royal Philharmonic Orchestra Plays ABBA, 1998
- Hooked On Classics Collection - Royal Philharmonic Orchestra, 1998 K-tel
- Dolora Zajick - The Art of the Dramatic Mezzo-Soprano - Charles Rosekrans/Dolora Zajick/Royal Philharmonic Orchestra, 2000 Telarc
- The Greatest Hits of Simon & Garfunkel - Royal Philharmonic Orchestra, 2003 Sheridan Square
- Symphonic Rock - 2004 EMI - quinta posizione nella Classical Albums
- Mussorgsky: Pictures at an Exhibition, Songs and Dances of Death, Khovanshchina - Yuri Temirkanov/Royal Philharmonic Orchestra, 2004 RCA/BMG
- Renée Fleming, Sacred Songs - 2005 Decca - sesta posizione nella classifica Classical Albums
- The Best of Bond, 2008 RPO Records
- Sting, Symphonicities - 2010 Deutsche Grammophon
- Live in Berlin (Sting & The Royal Philharmonic Concert Orchestra) - settima posizione in classifica in Nuova Zelanda e la decima in Portogallo (Deutsche Grammophon CD+DVD)
- Christopher Tin, Baba Yetu - Soweto Gospel Choir, RPO - Grammy Award for Best Instrumental Arrangement Accompanying Vocalist(s) 2011
- Tchaikovsky: The Nutcracker Suite & Swan Lake Suite - Royal Philharmonic Orchestra/Yuri Simonov, 2011 Allegro
- David Garrett, Legacy (David Garrett) (BeethovenKreisler/Rachmaninov) Garrett/Marin/Royal Philharmonic Orchestra - 2012 Decca CD/DVD/Blu Ray
- Royal Philharmonic Orchestra plays the music of Rush, 2012 Purple Pyramid/Cleopatra
- Piotr Beczała, Heart's delight. Le canzoni di Richard Tauber - Borowicz/RPO/Netrebko, 2013 Deutsche Grammophon
- Townshend, Classic Quadrophenia - Townshend/Ziegler/RPO, 2014 Deutsche Grammophon
- Garrett, Explosive - David Garrett/Royal Philharmonic Orchestra/Franck Van der Heijden, 2015 Decca
- Queen, Symphonic Queen - I grandi successi in versione sinfonica, 2016 Deutsche Grammophon

Nel 1964 Igor' Fëdorovič Stravinskij registrò la sua opera The Rake's Progress con la Royal Philharmonic. Dal 1964 al 1979 l'orchestra registrò per la Decca Records le opere di Gilbert e Sullivan con la D'Oyly Carte Opera Company.
Nel 1986 venne lanciata l'etichetta RPO Records, che fu reclamizzata come la prima etichetta discografica posseduta da una orchestra sinfonica.

## Direttori principali
- Thomas Beecham (1946-1961)
- Rudolf Kempe (1962-1975)
- Antal Doráti (1975-1978)
- Walter Weller (1980-1985)
- André Previn (1985-1992)
- Vladimir Ashkenazy (1987-1994)
- Yuri Temirkanov (1992-1998)
- Daniele Gatti (1996-2009)
- Charles Dutoit (2009-2018)
- Vasily Petrenko (2021-)